# Borås Caroli församling
För andra betydelser, se Caroli församling.
Borås Caroli församling är en församling i Redvägs och Ås kontrakt i Skara stift. Församlingen ligger i Borås kommun i Västra Götalands län. Församlingen ingår sedan 2014 i Borås pastorat.

## Administrativ historik
1 januari 1939 (enligt beslut den 17 juni 1938) delades Borås församling i två delar: denna den västra benämnd Borås Caroli och den östra benämnd Borås Gustav Adolfs församling.
1 januari 1955 överfördes till Borås Caroli församling från Borås Gustav Adolfs församling ett område med 73 invånare och omfattande en areal av 0,35 km², varav 0,33 km² land.
Från 1 januari 1939 till 2014 utgjorde Borås Caroli församling ett eget pastorat. Från 2014 ingår Borås Caroli församling i Borås pastorat.

## Areal
Borås Caroli församling omfattade den 1 november 1975 (enligt indelningen 1 januari 1976) en areal av 62,7 kvadratkilometer, varav 56,2 kvadratkilometer land.

## Organister
| Ämbetstid | Namn                        | Levnadstid | Övrigt    |
| --------- | --------------------------- | ---------- | --------- |
| 1941–1964 | Hedvig Christina Sandberg   | 1901–      | Organist. |
| 1953–1964 | Evert Gösta Birger Holmgren | 1916–      | Organist. |

## Kyrkor
- Byttorpskyrkan
- Caroli kyrka
- Knallekyrkan (ambulerande)
- Sjöbo kyrka

## Kyrkoherdar
- Lars Johansson (från februari 2008)